# Primusbrander

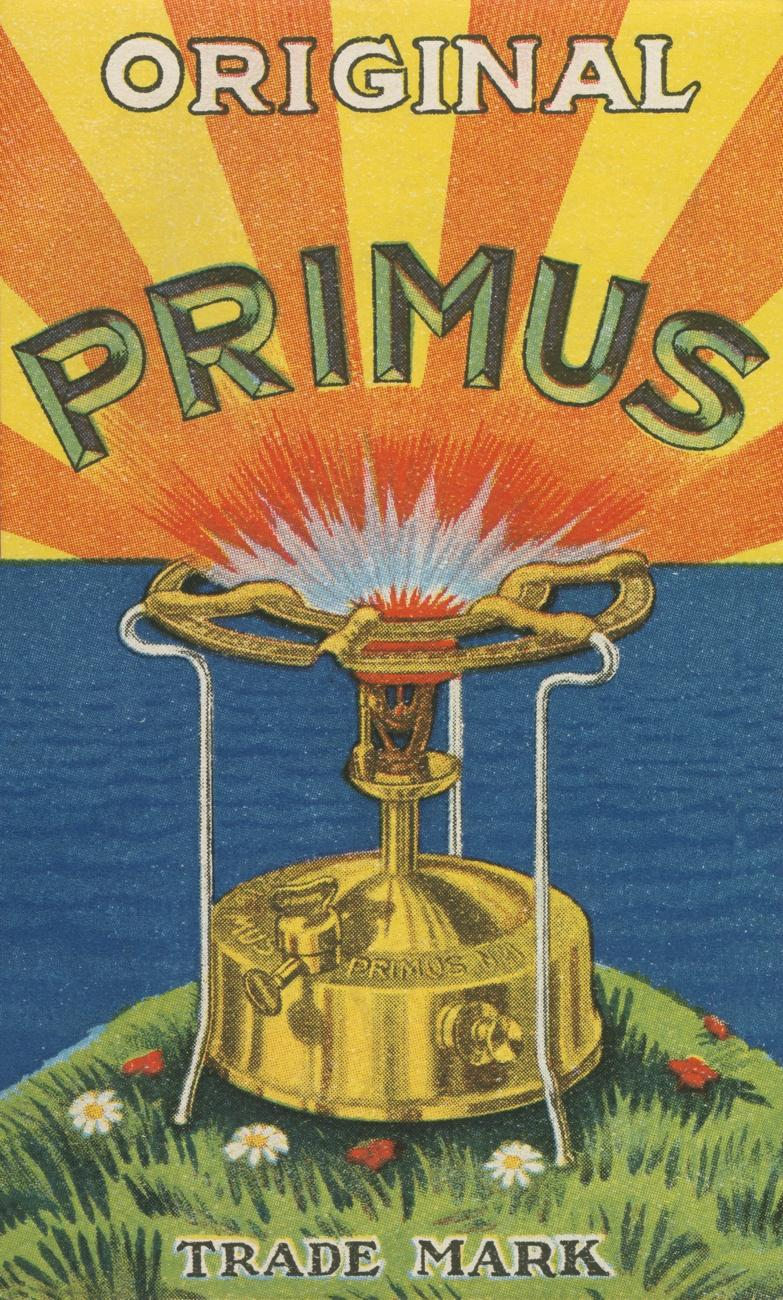
Advertentieposter voor de Primusbrander

De primusbrander of primus was de eerste draagbare brander, waarmee petroleum onder druk wordt vergast voordat het verbrandt. De primus wordt gebruikt om op te koken. Hij werd in 1892 uitgevonden door Frans Wilhelm Lindqvist, een fabrieksmonteur in Stockholm. De brander was gebaseerd op het ontwerp van een in de hand te houden verfbrander; Lindqvists patent berustte op een brander die omhooggericht was in plaats van zijwaarts, zoals bij de verfbrander. In hetzelfde jaar richtte Lindqvist samen met Johan Viktor Svenson de J.V. Svenson’s Kerosene Stove Factory op voor het fabriceren van de nieuwe branders, die verkocht werden onder de merknaam Primus. Het eerste model was de brander No.1, die snel werd opgevolgd door een aantal vergelijkbare branders van verschillend model en grootte. In 1889 verkreeg de gereedschappenfabrikant B.A. Hjorth & Co. uit Stockholm het alleenverkooprecht van de primusbrander.

## Constructie
De Primus No. 1-brander, gemaakt van messing, bestaat uit een brandstoftank met pompje, waarop een stijgbuis zit met de brander. Op het tankje zit een ontluchtingsschroef. Om de stijgbuis zit een bakje voor spiritus, dat bij het aansteken voor de voorverwarming zorgt. Op een stalen bovenring, ondersteund door drie poten, kan een pan of ketel gezet worden. De No. 1-brander weegt ongeveer 1 kilogram, is 21,5 cm hoog en heeft een diameter van bijna 18 cm. De tank, ongeveer 9 cm hoog, heeft een inhoud van bijna een liter, goed voor 4 uur branden. Andere Primusbranders zijn kleiner of groter, maar hebben hetzelfde ontwerp.

## Werking
De brander moet voorverwarmd worden met een kleine hoeveelheid spiritus in het spiritusbakje om de stijgbuis net onder de brander. Als de brander is voorverwarmd wordt de petroleumtank met het handpompje op druk gebracht, waardoor de petroleum naar de brander geperst wordt. De petroleum wordt eerst via twee pijpjes naar boven door de branderkop geleid. De branderkop is heet, waardoor de petroleum tot ruim boven zijn kookpunt verwarmd wordt. Via twee dalende kanalen komt de petroleum, nog steeds heet, bij de spuitopening. Het petroleumgas mengt zich vervolgens in het midden van de brander met lucht en brandt met een blauwachtige vlam die de branderkop weer verwarmt, waardoor nieuwe petroleum op de juiste temperatuur gebracht wordt. Door de druk in de tank op te voeren wordt de vlam groter. Voor het verkleinen van de vlam moet door het losdraaien van een ontluchtingsschroef de druk in de tank verlaagd worden.

## Modellen

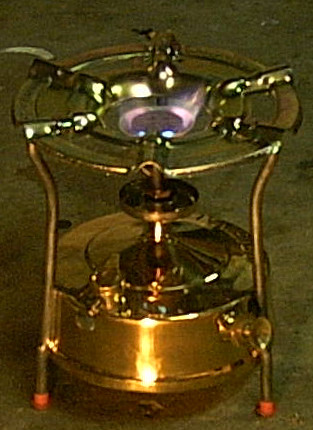
Een ander model primus, de blauwe vlam is goed te zien.

Zoals de reclameposter en de foto's laten zien zijn er in de loop van de tijd diverse modellen gemaakt. Het branderprincipe was echter steeds hetzelfde.
Vanaf ongeveer 1965 werd een van de belangrijkste nadelen van de primus ondervangen door een andere constructie van de branderkop. De vlam van de originele primus maakt veel lawaai. De vlam bevindt zich vlak onder en naast "C" in het schema van de branderkop. De hete petroleumdamp uit de spuitopening mengt zich met lucht, maar is dan nog niet heet genoeg om te ontbranden. Pas als deze gasstroom voldoende uitgewaaierd is, waardoor de snelheid lager is geworden, kan de snelheid van het vlamfront met de uitstroomsnelheid van het kerosine/luchtmengsel in evenwicht komen. Het vlamfront is daardoor vrijwel stationair, maar niet absoluut stabiel. De steeds wisselende plek van de vlam leidt tot een grote hoeveelheid "ruis".

De verbetering bestond uit het vervangen van de oorspronkelijke ring rond "C" door een kap met gaatjes. Het kerosine/luchtmengsel wordt nu tegen de onderkant van de kap gespoten, waarna het via de gaatjes kan ontsnappen. Pas nadat het mengsel door de gaatjes is gepasseerd, kan de snelheid van het vlamfront in evenwicht komen met de gassnelheid. Er ontstaat een groot aantal kleine vlammetjes, die veel minder lawaai maken.
De reclameposter en de foto van de primus er vlak naast vertonen wel hetzelfde model van de tank, maar de poster laat duidelijk een grote vlam zien, terwijl de foto een veel kleinere vlam toont.

## Verlichting
Het principe van de petroleumvergasser wordt ook gebruikt bij gasverlichting in de vorm petroleumlampen met een gloeikousje.